# Marie-Louise Paris
Marie-Louise Paris, dite Mademoiselle Paris, est une ingénieure française née à Besançon le 20 octobre 1889 et morte à Sceaux le 28 avril 1969 . Pionnière de la formation féminine scientifique, elle fonde l'institut électro-mécanique féminin en 1925, qui deviendra l'École polytechnique féminine.

## Biographie
Marie-Louise Paris est l'aînée d'une famille de 6 enfants. Si très tôt la mort de son père met en difficulté sa famille, cela n'empêche pas les enfants de faire des études. Après un baccalauréat en sciences, elle poursuit ses études à Paris et obtient une licence en sciences à la Sorbonne. 
En 1921, elle est diplômée ingénieure, comme sa sœur Hélène, de l'École de mécanique et d'électricité de Paris qui ouvre l'accès à d'autres écoles supérieures : elles sortent ensuite en 1922 toutes les deux diplômées de la section spéciale de l'Institut électronique de Grenoble alors sous dirigée par Louis Barbillion.
Retournée à Paris et exerçant divers emplois (elle œuvre par exemple pour l'installation du service de signalisation de la gare de Laon), elle fréquente le milieu des ingénieurs et de l'enseignement supérieur, dont Gabriel Koenigs, professeur à la faculté des sciences de Paris, Paul Langevin, Léon Guillet, directeur de l'École centrale Paris, Léon Eyrolles, directeur de l'Ecole des travaux publics, Paul Appell, recteur de l'Académie de Paris, et Edouard Branly, ce qui l'aide à légitimer la création d'une école supérieure réservée aux femmes. 
Passionnée par l'aviation, elle prend des cours de pilotage chez Caudron à Guyancourt et réalise un prototype d'avion de tourisme, exposé au salon de l'aviation en 1936. Elle nomme Hélène Boucher (à titre posthume) et Maryse Bastié, marraines des promotions de l’École polytechnique féminine, respectivement en 1938 et 1945, et Henri Farman parrain de la promotion 1947.
Elle meurt le 28 avril 1969 de diabète, au sein même de l'école qu'elle aura mis toute sa vie à fonder et développer.

## Fondation de l’École polytechnique féminine
Marquée par l'absence de femmes lors de ses études à l'Institut électronique de Grenoble (elles sont 4 diplômées dans sa promotion sur 605 étudiants), elle obtient en 1925, seule et sans fonds, l'autorisation d'occuper provisoirement (finalement pendant 21 ans) les amphis du CNAM pour fonder l'Institut électro-mécanique féminin, formation qu'elle ne peut tenir à ses débuts qu'à mi-temps. L'institut électro-mécanique féminin ouvre ses portes le 4 novembre 1925, événement alors couvert par la presse.
La formation est à ses débuts assurée par Marie-Louise Paris elle-même, soutenue par deux professeurs, de dessin et de mécanique (Gabriel Koenigs), et son initiative, originale pour l'époque, la mène à être invitée au VIIe Congrès de chimie industrielle pour discuter de l'accès des femmes aux carrières industrielles.
Après divers problèmes d'argent et le recrutement de plusieurs professeurs, Marie-Louise Paris change le nom de son institut en 1933 pour le renommer École polytechnique féminine afin de consolider et diversifier ses enseignements, et prolonge la scolarité de 2 à 3 ans.
En 1956, à la suite de l'expulsion de l'école du CNAM et une dizaine d'années d'errance de lieux en lieux (notamment aux lycées La Fontaine, Jules-Ferry et Janson de Sailly), Marie-Louise Paris achète une villa à Sceaux pour s'y installer et donner des locaux privés à son École polytechnique féminine.

## Hommages
Un pôle de recherche de l'EPF École d'ingénieurs porte son nom et une statue en buste à son effigie est présente sur le campus de l'école.
Depuis le 2 septembre 2019, à l'initiative du Syndicat mixte des transports en commun de l'agglomération grenobloise, la station de tramway précédemment dénommée CEA Cambridge, sur la ligne B du tramway de Grenoble, s'appelle Marie-Louise Paris - CEA.